# Fabrizio Laurenti
Fabrizio Laurenti (* 7. Dezember 1956 in Rom) ist ein italienischer Filmregisseur.

## Leben
Laurenti schloss das Kunstinstitut in Pomezia ab und wechselte vom Radio, wo er Regie geführt hatte, zuerst nach New York, wo er seinen ersten Kurzfilm drehte, und dann zu Joe D’Amatos Filmfirma, für die er unter dem Pseudonym Martin Newlin zwei Horrorfilme drehte, die unter den damaligen Produktionsbeschränkungen litten, aber von technischer Versiertheit zeugten. Zurück in Italien, arbeitete er für die RAI. 1994 entstand für die Brüder Avati unter eigenem Namen der Thriller La stanza accanto, den Laurenti in den USA drehte. Für das Fernsehen produzierte das gleiche Team Voci notturne und andere Werke, die sich wie La fine dei giochi mit einer verlorenen Kindheit oder wie Bianco e nero mit dem Thema Rassenhass auseinandersetzten. Im neuen Jahrtausend wandte sich Laurenti verstärkt dem Dokumentarfilm zu.

## Persönliches
Laurenti ist mit der italienischen Schauspielerin Mary Sellers verheiratet. Gemeinsam haben sie zwei Kinder: Diego und die als Schauspielerin tätige Rosabell Laurenti Sellers.

## Filmografie (Auswahl)
- 1989: Witchcraft – Das Böse lebt (La casa 4 (Witchcraft))
- 1990: Contamination .7
- 1993: Die Blondine in Schwarz (Cherchez la femme) (Fernsehfilm)
- 1996: Ein Engel in New York (Un angelo a New York)